# Vif
Vif település Franciaországban, Isère megyében. Lakosainak száma 8557 fő (2022. január 1.). Vif Varces-Allières-et-Risset, Champ-sur-Drac, Saint-Martin-de-la-Cluze, Le Gua, Notre-Dame-de-Commiers, Saint-Georges-de-Commiers és Saint-Paul-de-Varces községekkel határos.

## Népesség
A település népessége az elmúlt években az alábbi módon változott:
| Lakosok száma | 3287 | 4419 | 5788 | 7855 | 7991 | 8212 | 8532 | 8547 | 8614 | 8557 |
|               | 1968 | 1982 | 1990 | 2006 | 2013 | 2015 | 2017 | 2019 | 2020 | 2022 |